# Championnat d'Amérique du Sud féminin de volley-ball
Le Championnat d'Amérique du Sud de volley-ball féminin est une compétition réunissant les équipes nationales sud-américaines de volley-ball féminin, organisée par la Confédération sud-américaine de volley-ball.

## Palmarès
| Année | Lieu                      | Champion | Finaliste | Troisième | Quatrième |
| ----- | ------------------------- | -------- | --------- | --------- | --------- |
| 1951  | Rio de Janeiro            | Brésil   | Uruguay   | Paraguay  | Argentine |
| 1956  | Montevideo                | Brésil   | Uruguay   | Pérou     | Paraguay  |
| 1958  | Porto Alegre              | Brésil   | Pérou     | Uruguay   | Paraguay  |
| 1961  | Lima                      | Brésil   | Pérou     | Argentine | Chili     |
| 1962  | Santiago du Chili         | Brésil   | Pérou     | Argentine | Chili     |
| 1964  | Buenos Aires              | Pérou    | Paraguay  | Argentine | Uruguay   |
| 1967  | Santos                    | Pérou    | Brésil    | Paraguay  | Uruguay   |
| 1969  | Caracas                   | Brésil   | Pérou     | Uruguay   | Venezuela |
| 1971  | Montevideo                | Pérou    | Brésil    | Uruguay   | Paraguay  |
| 1973  | Bucaramanga               | Pérou    | Brésil    | Uruguay   | Chili     |
| 1975  | Asuncion                  | Pérou    | Brésil    | Argentine | Uruguay   |
| 1977  | Lima                      | Pérou    | Brésil    | Argentine | Chili     |
| 1979  | Rosario                   | Pérou    | Brésil    | Argentine | Chili     |
| 1981  | Santo André               | Brésil   | Pérou     | Argentine | Paraguay  |
| 1983  | São Paulo                 | Pérou    | Brésil    | Argentine | Venezuela |
| 1985  | Caracas                   | Pérou    | Brésil    | Venezuela | Colombie  |
| 1987  | Montevideo                | Pérou    | Brésil    | Venezuela | Argentine |
| 1989  | Curitiba                  | Pérou    | Brésil    | Argentine | Venezuela |
| 1991  | São Paulo                 | Brésil   | Pérou     | Colombie  | Argentine |
| 1993  | Cuzco                     | Pérou    | Brésil    | Venezuela | Colombie  |
| 1995  | Porto Alegre              | Brésil   | Pérou     | Argentine | Venezuela |
| 1997  | Lima                      | Brésil   | Pérou     | Argentine | Venezuela |
| 1999  | Valencia                  | Brésil   | Argentine | Pérou     | Venezuela |
| 2001  | Buenos Aires              | Brésil   | Argentine | Venezuela | Uruguay   |
| 2003  | Bogota                    | Brésil   | Argentine | Pérou     | Colombie  |
| 2005  | La Paz                    | Brésil   | Pérou     | Argentine | Venezuela |
| 2007  | Santiago du Chili         | Brésil   | Pérou     | Venezuela | Uruguay   |
| 2009  | São Leopoldo/Porto Alegre | Brésil   | Argentine | Pérou     | Colombie  |
| 2011  | Callao                    | Brésil   | Argentine | Pérou     | Colombie  |
| 2013  | Ica                       | Brésil   | Argentine | Pérou     | Colombie  |
| 2015  | Carthagène des Indes      | Brésil   | Pérou     | Colombie  | Argentine |
| 2017  | Cali                      | Brésil   | Colombie  | Pérou     | Argentine |
| 2019  | Cajamarca                 | Brésil   | Colombie  | Pérou     | Argentine |
| 2021  | Barrancabermeja           | Brésil   | Colombie  | Argentine | Pérou     |
| 2023  | Recife                    | Brésil   | Argentine | Colombie  | Chili     |

## Tableau des médailles
| Rang | Nation    | Or | Argent | Bronze | Total |
| ---- | --------- | -- | ------ | ------ | ----- |
| 1    | Brésil    | 23 | 11     | 0      | 34    |
| 2    | Pérou     | 12 | 11     | 9      | 32    |
| 3    | Argentine | 0  | 7      | 13     | 20    |
| 4    | Colombie  | 0  | 3      | 3      | 6     |
| 5    | Uruguay   | 0  | 2      | 4      | 6     |
| 6    | Paraguay  | 0  | 1      | 1      | 2     |
| 7    | Venezuela | 0  | 0      | 5      | 5     |